# Mentha
Mentha L., 1753 è un genere di piante spermatofite dicotiledoni della famiglia delle Lamiaceae.

## Etimologia
Il nome "Menta" per una pianta è stato usato per la prima volta da Gaio Plinio Secondo (Como, 23 – Stabiae, 25 agosto 79), scrittore, ammiraglio e naturalista romano, e (secondo una delle tante mitologie su questo nome) deriva dal nome greco "Μίνθη" (Minthe o Myntha) di una ninfa dei fiumi sfortunata, figlia del dio Cocito (ma è anche il nome di un fiume mitologico), che è stata trasformata in un'erba da Persefone perché amante di Dite.
Secondo un'altra versione la ninfa era amata dal dio degli Inferi Ade e venne trasformata in pianta da Persefone, moglie di Ade.
Il nome scientifico del genere fu definito da Linneo nella pubblicazione Species Plantarum del 1753.

## Descrizione

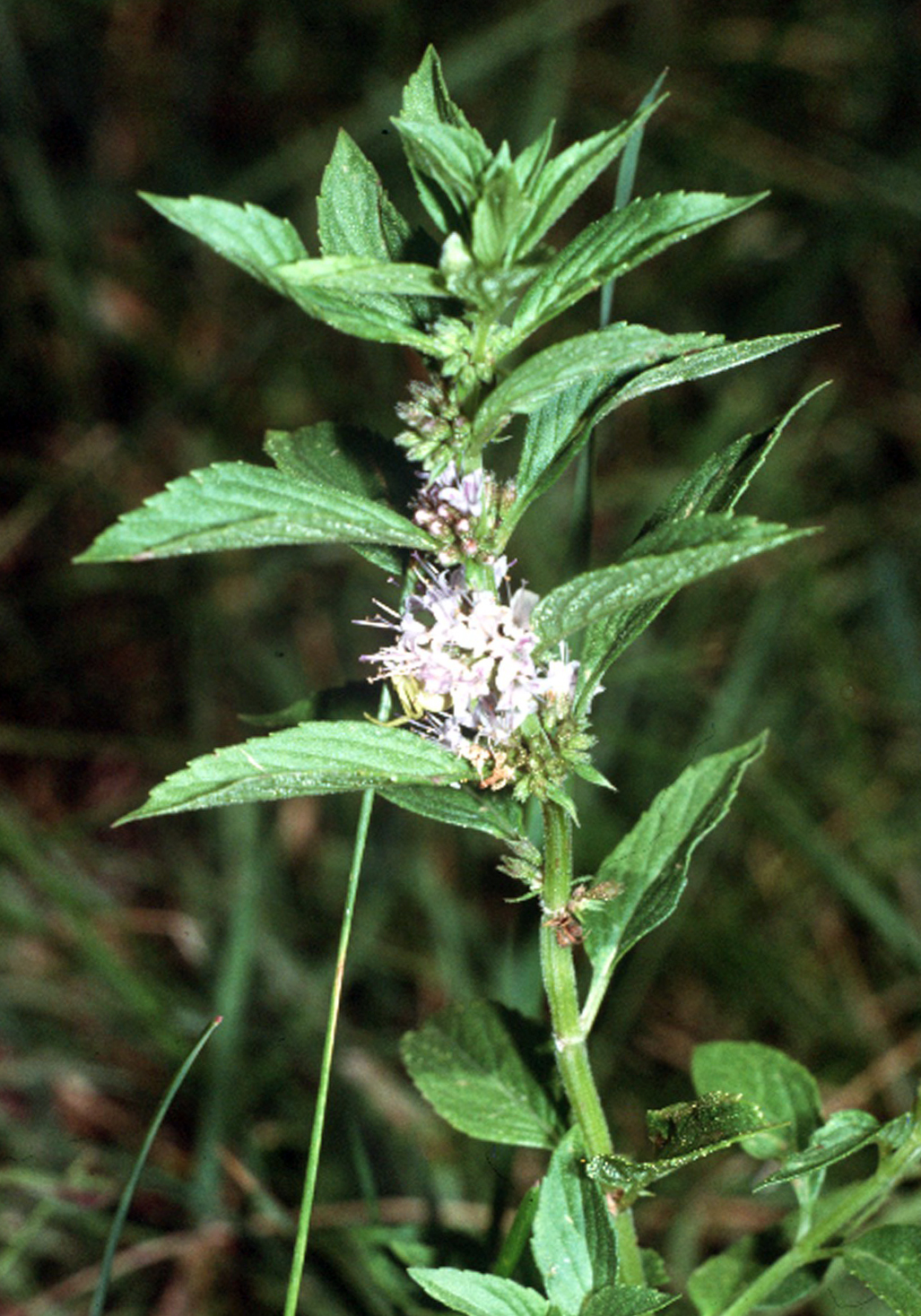
Il portamento
Mentha arvensis

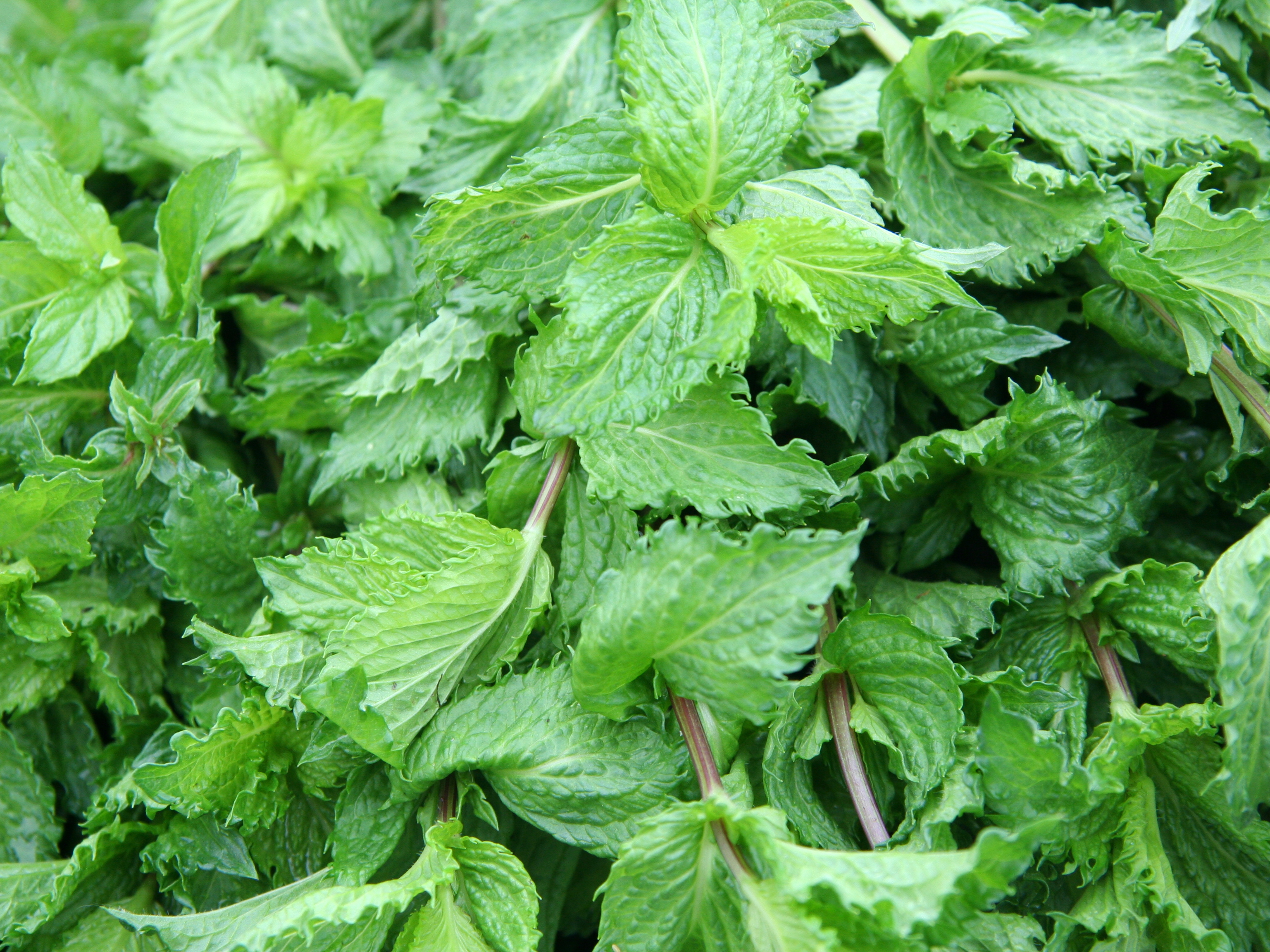
Le foglie
Mentha spicata

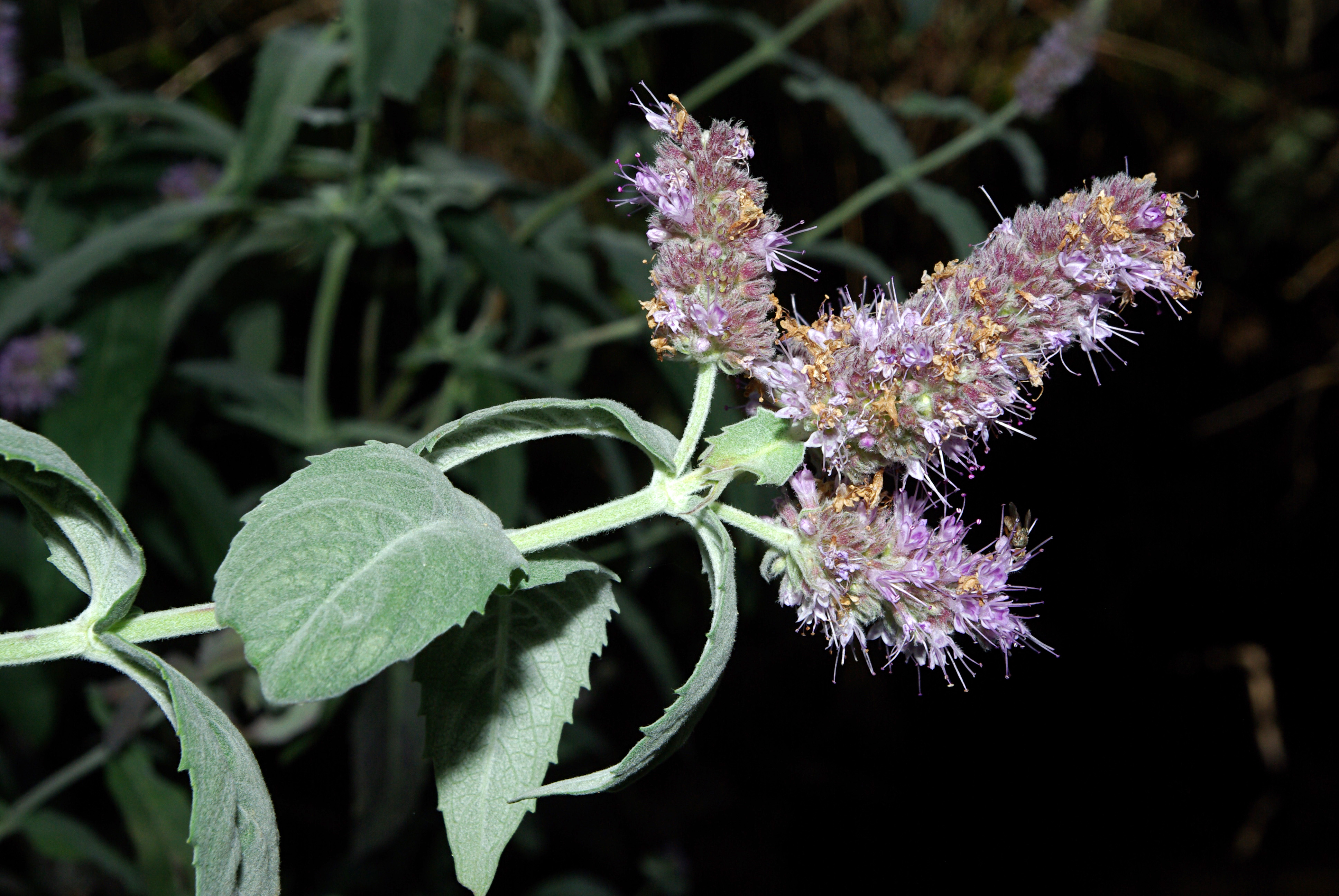
Infiorescenza
Mentha longifolia

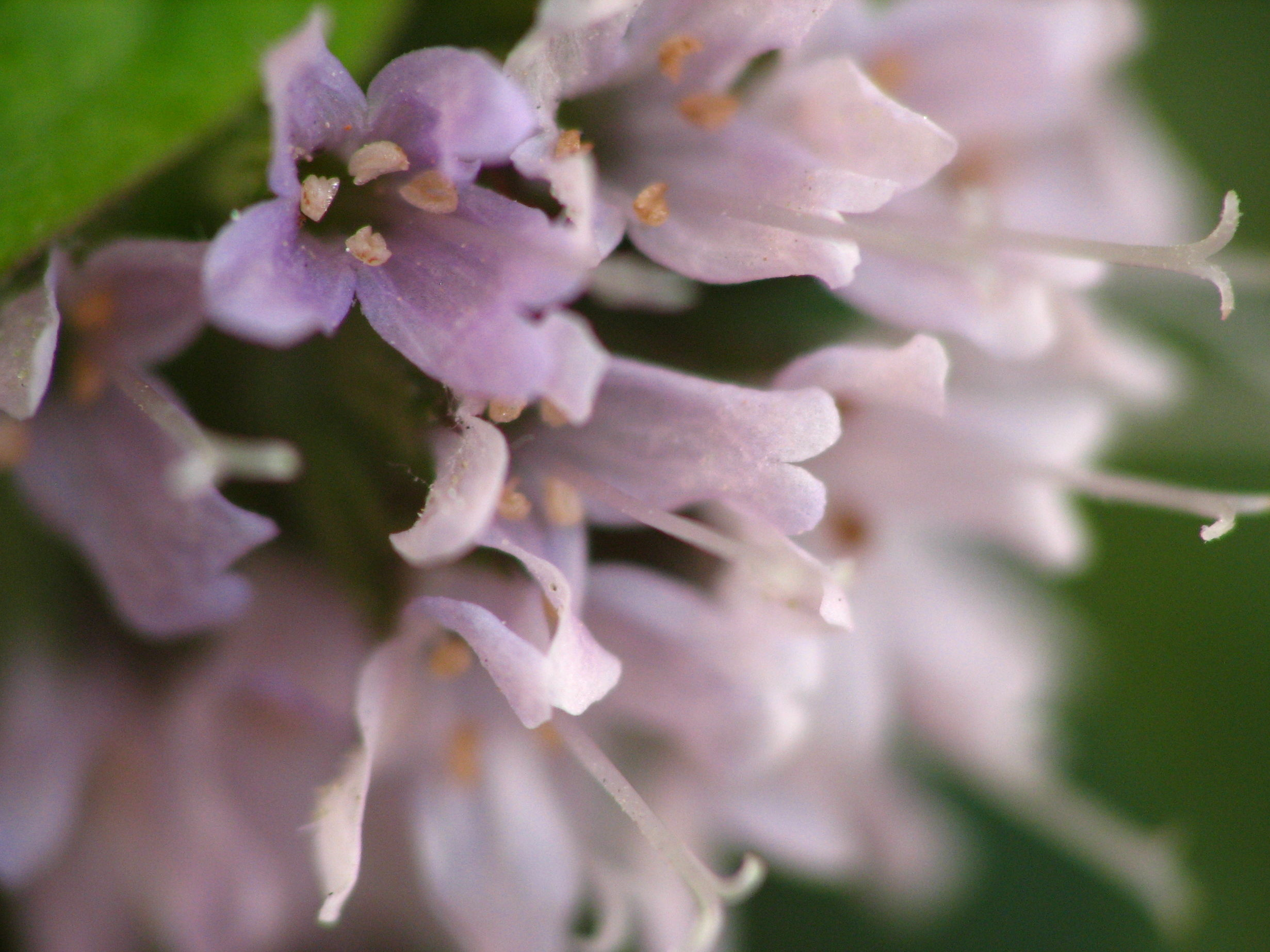
I fiori
Mentha aquatica

Le piante di questo genere arrivano ad un'altezza di 30-120 cm. I portamenti variano da erbacei annuali (raramente) o perenni a subarbustivi o arbustivi. La forma biologica prevalente è emicriptofita scaposa (H scap), ossia in generale sono piante erbacee, a ciclo biologico perenne, con gemme svernanti al livello del suolo e protette dalla lettiera o dalla neve e sono dotate di un asse fiorale eretto e spesso privo di foglie. Raramente è presente anche la forma biologica emicriptofita reptante (H rept). Queste piante in genere sono pubescenti per peli semplici e diritti, ma anche per peli ghiandolosi. Sono presenti sostanze aromatiche (oli eterei) contenute all'interno di peli ghiandolari. Tutte le piante sono fortemente aromatiche, dal tipico sapore pungente e piccante, ma con ben definite sfumature che possono essere percepite anche tra una e l'altra popolazione. Spesso sono presenti forme ginodioiche.

### Radici
Le radici sono secondarie da rizoma, il quale può essere strisciante.

### Fusto
La parte aerea del fusto è ascendente con la superficie più o meno pubescente e striata. Il fusto ha una sezione quadrangolare a causa della presenza di fasci di collenchima posti nei quattro vertici, mentre le quattro facce sono concave.

### Foglie
Le foglie sono sessili (soprattutto quelle superiori) ma anche picciolate (quelle basali) e sono disposte in verticilli alternati a 2 a 2 in modo opposto. La lamina, semplice, è oblunga con forme da lanceolate a ellittiche; l'apice è acuto e i bordi sono seghettati, dentati o crenati. La superficie è percorsa da semplici nervature poco sporgenti e ricoperta da peli semplici; il colore in genere è verde brillante. Le stipole sono assenti. 

### Infiorescenza
Le infiorescenze, posizionate all'apice del fusto o all'ascella delle foglie intermedie, sono formate da numerosi fiori raccolti o in una spiga apicale a forma piramidale appuntita oppure in forme globulari. Il numero dei verticilli floreali varia da 1 - 2 fino a 6 (possono essere presenti più verticillastri inferiori distanziati). Ogni verticillo può essere (oppure no) sotteso da una coppia di brattee con forme da lanceolate a lineari. I fiori sono quasi sessili o brevemente pedicellati, sono simpetali e più o meno irregolari, sono inoltre piccoli. La fioritura avviene in piena estate e prosegue fino all'autunno, e parte dal basso verso l'alto. 

### Fiore
I fiori sono ermafroditi (ma anche solo femminili), zigomorfi, tetrameri (4-ciclici), ossia con quattro verticilli (calice – corolla – androceo – gineceo) e pentameri (5-meri: la corolla e il calice - il perianzio - sono a 5 parti). I fiori sono proterandri (protezione contro l'autoimpollinazione).
- Formula fiorale. Per la famiglia di queste piante viene indicata la seguente formula fiorale:

X, K (4/5), [C (2+3), A 2+2] G (2), (supero), drupa, 4 nucule
- Calice: il calice del fiore, persistente, è del tipo gamosepalo e più o meno attinomorfo con forme cilindrico-tubolari e terminate con 5 (o raramente 4) denti da triangolari-acuti a subulati più o meno uguali. A volte la parte terminale si presenta con una struttura 3/2 (e quindi zigomorfa). La superficie del calice, pubescente, è percorsa da una decina (fino a 13) di nervature longitudinali (cinque sono più evidenti). Le fauci sono più o meno villose o glabre.
- Corolla: la corolla, gamopetala, è a simmetria sublabiata (da zigomorfa a più o meno attinomorfa) terminante con 4 lobi (due petali sono fusi in un solo lobo) patenti e poco distinguibili uno dall'altro (i lobi posteriori sono più ampi) con bordi smarginati. Il tubo è subcilindrico (non gibboso) e buona parte di esso è ricoperto dal calice. La superficie è glabra come anche le fauci. Il colore è roseo, lilla o violetto, ma anche bianco.
- Androceo: gli stami sono quattro (manca il mediano, il quinto) didinami con il paio anteriore più lungo, sono visibili e molto sporgenti (specialmente nei fiori bisessuali); gli stami sono tutti fertili (nei fiori femminili sono rudimentali). I filamenti sono glabri (e nudi). Le antere, oscillanti, hanno forme da ellissoidi a ovato-oblunghe, mentre le teche si presentano parallele e distinte. I granuli pollinici sono del tipo tricolpato o esacolpato.
- Gineceo: l'ovario è supero formato da due carpelli saldati (ovario bicarpellare) ed è 4-loculare per la presenza di falsi setti divisori all'interno dei due carpelli. L'ovario è glabro. La placentazione è assile. Gli ovuli sono 4 (uno per ogni presunto loculo), hanno un tegumento e sono tenuinucellati (con la nocella, stadio primordiale dell'ovulo, ridotta a poche cellule).[14] Lo stilo inserito alla base dell'ovario (stilo ginobasico) è del tipo filiforme. Lo stigma è bifido con corti lobi subuguali. Il nettario è un disco più o meno simmetrico alla base dell'ovario ed è ricco di nettare.

### Frutti
Il frutto è uno schizocarpo composto da 4 nucule con forme da ovoidi a cilindroidi con la superficie da liscia a rugosa. La deiscenza è basale o laterale.

## Riproduzione
- Impollinazione: l'impollinazione avviene tramite insetti tipo ditteri e imenotteri, raramente lepidotteri (impollinazione entomogama).[9][15] In particolare sono i ditteri i maggiori impollinatori delle specie di Mentha in quanto con maggior insistenza si aggirano per le stazioni ricche di acqua (habitat abbastanza tipico per queste piante).[2]
- Riproduzione: la fecondazione avviene fondamentalmente tramite l'impollinazione dei fiori (vedi sopra).
- Dispersione: i semi cadendo a terra (dopo essere stati trasportati per alcuni metri dal vento – disseminazione anemocora) sono successivamente dispersi soprattutto da insetti tipo formiche (disseminazione mirmecoria). I semi hanno una appendice oleosa (elaisomi, sostanze ricche di grassi, proteine e zuccheri) che attrae le formiche durante i loro spostamenti alla ricerca di cibo.[16]
- Queste piante si riproducono anche per mezzo dei rizomi (alcune piante sono stolonifere).[13][17][18]

## Distribuzione e habitat
Le specie di questo gruppo crescono in modo massiccio in tutta Europa, in Asia e in Africa e prediligono sia le posizioni in pieno sole che la mezza ombra, ma possono resistere anche a basse temperature. 
Delle otto specie presenti sul territorio italiano, sei si trovano nell'arco alpino. La tabella seguente mette in evidenza alcuni dati relativi all'habitat, al substrato e alla distribuzione delle specie alpine.
| Specie | Comunità vegetali | Piani vegetazionali         | Substrato  | pH            | Livello trofico | H2O     | Ambiente | Zona alpina                                         |
| --- | ----------------- | --------------------------- | ---------- | ------------- | --------------- | ------- | -------- | --------------------------------------------------- |
| Mentha aquatica | 6                 | montano collinare           | Ca - Si    | neutro        | medio           | bagnato | A3       | tutto l'arco alpino                                 |
| Mentha arvensis | 2                 | montano collinare           | Ca/Si - Si | acido         | alto            | medio   | B1       | tutto l'arco alpino                                 |
| Mentha longifolia | 11                | subalpino montano collinare | Ca - Ca/Si | basico-neutro | basso           | umido   | A4       | tutto l'arco alpino                                 |
| Mentha pulegium | 11                | collinare                   | Ca - Si    | neutro        | alto            | bagnato | A4 B5    | tutto l'arco alpino ma in modo discontinuo          |
| Mentha spicata | 5                 | montano collinare           | Ca - Si    | neutro        | basso           | bagnato | B9       | Alpi occidentali e orientali ma in modo discontinuo |
| Mentha suaveolens | 11                | collinare                   | Ca/Si - Si | acido         | basso           | umido   | A4 B2 F3 | Alpi occidentali e centrali                         |
| Legenda e note alla tabella. Substrato con “Ca/Si” si intendono rocce di carattere intermedio (calcari silicei e simili); vengono prese in considerazione solo le zone alpine del territorio italiano (sono indicate le sigle delle province). Comunità vegetali: 2 = comunità terofitiche pioniere nitrofile; 5 = comunità perenni nitrofile; 6 = comunità delle megaforbie acquatiche; 11 = comunità delle macro- e megaforbie terrestri. Ambienti: A3 = ambienti acquatici come rive, stagni, fossi e paludi; A4 = ambienti umidi, temporaneamente inondati o a umidità variabile; B1 = campi, colture e incolti; B2 = ambienti ruderali, scarpate; B5 = rive, vicinanze corsi d'acqua; F3 = prati e pascoli mesofili e igrofili; B9 = coltivi umani. |                   |                             |            |               |                 |         |          |                                                     |

## Tassonomia
La famiglia di appartenenza del genere (Lamiaceae), molto numerosa con circa 250 generi e quasi 7000 specie, ha il principale centro di differenziazione nel bacino del Mediterraneo e sono piante per lo più xerofile (in Brasile sono presenti anche specie arboree). Per la presenza di sostanze aromatiche, molte specie di questa famiglia sono usate in cucina come condimento, in profumeria, liquoreria e farmacia. La famiglia è suddivisa in 7 sottofamiglie: il genere Mentha è descritto nella tribù Mentheae (sottotribù Menthinae) appartenente alla sottofamiglia Nepetoideae.
Il genere Mentha è di difficile circoscrizione in quanto la maggior parte delle sue specie sono poliploidi (con alti numeri cromosomici) e facilmente si ibridano tra di loro (ibridazione interspecifica). Inoltre sono piante molto variabili che si adattano facilmente alla situazione e alla natura del luogo dove crescono. Delle centinaia di specie descritte, almeno per l'areale Centro-Europeo (e quindi italiano), possono essere considerate "principali" solamente le seguenti cinque specie sessuali: M. arvensis, M. aquatica, M. spicata, M. longifolia e M. suaveolens. Mentre queste specie sono molto variabili, gli ibridi da esse generate sono invece più stabili con una riproduzione soprattutto per via vegetativa (molti sono sterili). Specifici studi fatti sulle specie, varietà e ibridi del genere hanno dimostrato come sia difficile circoscrivere i vari gruppi anche se i vari incroci e re-incroci a volte hanno generato una scia di entità ben caratterizzate sul piano morfologico, dette "notomorfi".
Al di là della "tassonomia ufficiale" in Italia, soprattutto ad uso della farmaceutica e dell'industria estrattiva, ma anche del giardinaggio si usa suddividere il genere in quattro sezioni:
- Pulegium: il calice è quasi bilabiato con denti villosi all'interno e fauci tappate da peli; la corolla è gibbosa nella parte basale; specie: M. pulegium e M. requienii.

Le sezioni seguenti hanno tutte un calice attinomorfo con peli interni ma prive di peli chiudenti le fauci del calice; le corolle sono diritte;
- Spicatae: le infiorescenze sono composte da verticillastri formati da spighe; le fauci della corolla sono prive di peli; specie: M. spicata e M. longifolia.
- Capitatae: le infiorescenze sono composte da verticillastri formati da capolini globosi; le fauci della corolla sono pelose; specie: Mentha x piperita.
- Verticillatae: le infiorescenze sono composte da verticillastri tutti ascellari (l'asse principale termina con un fascio di foglie); le fauci della corolla sono pelose; specie: M. arvensis.

Per le specie di questo gruppo sono presenti i seguenti numeri cromosomici: 2n = 18, 20, 24, 36, 40, 42, 48, 54, 60, 66, 72, 78, 84, 90, 96, 108, 120, 132.

### Filogenesi

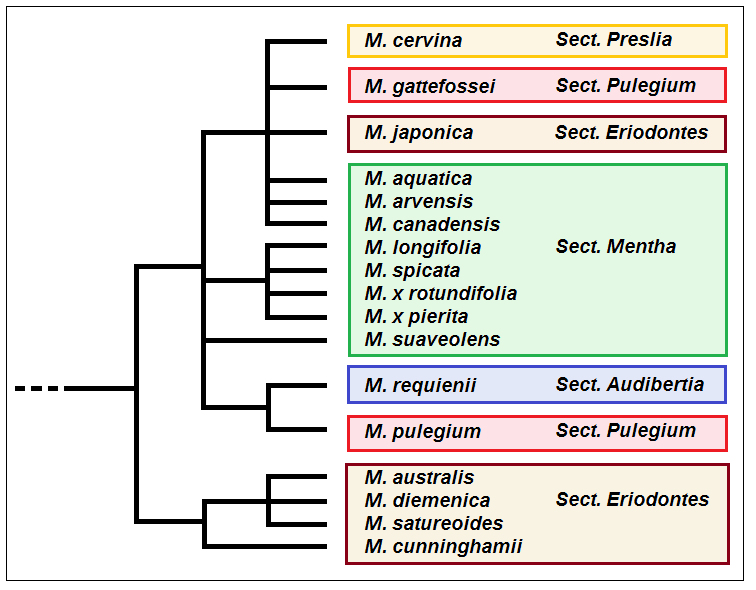
Cladogramma del genere

Da un punto di vista filogenetico, studi basati sulle sequenze del DNA del cloroplasto dimostrano che il genere così come è descritto attualmente potrebbe essere monofiletico. Tuttavia altre ricerche più recenti indicano che il genere è parafiletico (ossia nella circoscrizione tradizionale del genere non sono compresi tutti i discendenti dal progenitore comune di Mentha).
La struttura interna del genere è organizzata in alcune sezioni che diversi Autori hanno circoscritto variamente. Nel cladogramma a lato è indicata l'attuale struttura filogenetica del genere evidenziando anche le varie sezioni definite tradizionalmente.
All'interno della sottotribù Menthinae il genere occupa una posizione centrale tra i generi Clinopodium, Ziziphora, Bystropogon, Cyclotrichium e il clade New World clade.

### Specie spontanee italiane
Per meglio comprendere ed individuare le varie specie del genere (solamente per le specie spontanee della flora italiana) l’elenco seguente utilizza in parte il sistema delle chiavi analitiche (vengono cioè indicate solamente quelle caratteristiche utili a distingue una specie dall'altra).
- Gruppo 1A: il calice termina con 4 denti;

- Mentha cervina L. - L'altezza di questa pianta varia da 1 a 5 dm; il ciclo biologico è perenne; la forma biologica è emicriptofita scaposa (H scap); il tipo corologico è Steno-Mediterraneo Occidentale; l'habitat tipico per questa specie sono i luoghi umidi e le pozze effimere; è una pianta rarissima (non più individuata dai tempi di Tenore) con una distribuzione sul territorio italiano relativa agli Abruzzi.

- Gruppo 1B: il calice termina con 5 denti;

- Gruppo 2A: i denti del calice non sono uguali (calice subbilabato); le fauci a maturità si presentano ostruite da un tappo di peli;

- Mentha requienii Bentham - Menta di Requiem: l'altezza di questa pianta varia da 2 a 6 cm; il ciclo biologico è perenne; la forma biologica è emicriptofita scaposa (H scap); il tipo corologico è Endemico; l'habitat tipico per questa specie sono i luoghi umidi presso le sorgenti; è una pianta rara e si trova in Sardegna fino ad un'altitudine compresa tra 500 e 1600 m s.l.m..
- Mentha pulegium L. - Menta di poleggio: l'altezza di questa pianta varia da 1 a 6 dm; il ciclo biologico è perenne; la forma biologica è emicriptofita scaposa (H scap); il tipo corologico è Subcosmopolita; l'habitat tipico per questa specie sono le sponde, gli stagni effimeri e gli ambienti umidi inondati in primavera e disseccati in estate; è una pianta comune e si trova su tutto il territorio italiano fino ad un'altitudine di 1200 m s.l.m..

- Gruppo 2B: i denti del calice sono uguali (calice attinomorfo); le fauci sono più o meno villose senza un tappo di peli;

- Gruppo 3A: le infiorescenze sono allungate, formate da verticillastri all'ascella di foglie normali; il fusto termina con ciuffo di foglie o un glomerulo di fiori;

- Mentha arvensis e suoi ibridi

- Gruppo 4A: il tubo corollino all'interno ha un anello di peli;

- Gruppo 5A: la pianta ha un odore acre; il calice ha la forma di un cono e l'interno è quasi glabro; i denti del calice sono triangolari subequilateri;

- Gruppo 6A: la base delle foglie è più o meno arrotondata;

- Mentha arvensis subsp. arvensis: è la stirpe più comune.

- Gruppo 6B: la base delle foglie è ristretta a cuneo;

- Mentha arvensis subsp. austriaca (Jacq.) Briq.: la pianta ha una pelosità densa; il picciolo delle foglie è più breve del verticillastro. Distribuzione: Alpi Orobiche.
- Mentha arvensis subsp. parietariifolia (Becker) Briq.: la pianta ha una pelosità scarsa; il picciolo delle foglie è più lungo del verticillastro. Distribuzione: Alpi Orobiche.

- Gruppo 5A: la pianta ha un odore aromatico simile alla Mentha aquatica; il calice ha la forma di un cilindro e l'interno è villoso; i denti del calice sono ridotti alla sola nervatura (forma subulata);

- Mentha x verticillata L., 1759 (Ibrido tra M. arvensis e M. aquatica): è un ibrido raro. Distribuzione: Alpi e Pianura Padana.

- Gruppo 4B: il tubo corollino è glabro e con pochi peli interni (è privo dell'anello di peli);

- Gruppo 7A: il calice è villoso fino alla base; i denti del calice sono più lunghi che larghi;

- Gruppo 8A: il colore delle piante varia da grigiastro a biancastro con portamento abbastanza slanciato; il fusto è ricoperto da peli semplici e appressati; la forma delle foglie è stretta, con base acuta e nervatura appena reticolata;

- Mentha x dalmatica Tausch, 1828 (Ibrido tra M. arvensis e M. longifolia): abbastanza comune. Distribuzione: Trieste.

- Gruppo 8B: il colore delle piante varia da verdastro a grigiastro con portamento meno slanciato; il fusto è ricoperto da peli più o meno diritti misti a peli crespi (poco ramosi); la forma delle foglie è allargata, con base cuneata o più o meno arrotondata;

- Mentha x carinthiaca Host, 1831 (Ibrido tra M. arvensis e M. suaveolens): la base delle foglie è arrotondata e la nervatura sulla pagina inferiore è sporgente e reticolata; talvolta le foglie superiori sono più grandi di quelle mediane. È un ibrido rarissimo. Distribuzione: Carnia e Verona. (sinonimo Mentha x muellerana F.W. Schultz)
- Mentha x gentilis L., 1753 subhyb. veronensis (Ibrido tra M. aquatica e M. spicata subsp. spicata): la base delle foglie è cuneata e la nervatura è appena sporgente; le foglie superiori sono sempre più piccole di quelle mediane. È un ibrido abbastanza comune. Distribuzione: Prealpi Vicentine e Verona.

- Gruppo 7B: il calice è glabro (spesso è ghiandoloso);

- Mentha x gentilis L., 1753 subhyb. piperita (Ibrido tra M. aquatica e M. spicata subsp. glabrata): le foglie sono opache, quelle superiori sono sessili e molto poco più piccole di quelle inferiori; il calice ha una forma conica (campanulata) con dei denti triangolari acuti e brevi. È un ibrido talvolta coltivato negli orti. Distribuzione: Italia Settentrionale.
- Mentha x smithiana R.A. Graham, 1949 (Ibrido tra M. arvensis, M. aquatica e M. spicata): le foglie sono più o meno lucide, quelle superiori sono brevemente picciolate e molto più piccole di quelle inferiori (spesso sono bratteiformi); il calice ha una forma cilindrica con i denti ridotti alla sola nervatura. È un ibrido molto raro; talvolta è coltivato negli orti. Distribuzione: Friuli, Carnia, Verona e Alto Adige.

- Gruppo 3B: le infiorescenze sono terminali e compatte (spiga o testa sferica) senza foglie e alcuni verticillastri ridotti sottostanti;

- Gruppo 9A: le foglie sono picciolate (picciolo più lungo di 2 mm); le infiorescenze sono più o meno sferiche con alcuni verticillastri sottostanti;

- Mentha aquatica e suoi ibridi

- Gruppo 10A: (specie Mentha aquatica non ibridata) i fiori sono raccolti in una testa emisferica principale (in posizione apicale) e in alcuni verticilli sottostanti di minori dimensioni;

- Gruppo 11A: la lamina delle foglie è largamente ovata (1,2 - 2 volte più lunga che larga) con base tronca;

- Mentha aquatica subsp. aquatica: è la stirpe più comune.

- Gruppo 11B: la lamina delle foglie è lanceolata (2 - 3 volte più lunga che larga) con base acuta;

- Mentha aquatica subsp. ortmanniana (Opiz.) Lemke: è una sottospecie rara. Distribuzione: Alpi Orobiche e Pianura Padana.

- Gruppo 10B: (ibridi con la specie Mentha spicata esistenti solamente allo stato coltivato) i fiori sono raccolti in una spiga abbastanza larga, formata da più verticilli riuniti e altri (1 - 2) più o meno distanti;

- Gruppo 12A: le piante sono quasi glabre, ossia sono pelose solamente sugli angoli del fusto e sui nervi della pagina inferiore delle foglie; la base del calice è glabra;

- Mentha x piperita L., 1753 subhyb. piperita (Ibrido tra Mentha aquatica e Mentha spicata subsp. glabrata): la lamina delle foglie è ovale più o meno larga (almeno sul fusto principale) con apice spesso acuto. Queste forme sono coltivate nell'Italia Settentrionale e Centrale.
- Mentha x piperita L., 1753 subhyb. citrata Ehrh. (Ibrido tra Mentha aquatica e Mentha aquatica subsp. ortmanniana): la lamina delle foglie è larga con apice ottuso; l'infiorescenza è ridotta ad un glomerulo più o meno sferico su tutti i fusti della pianta.

- Gruppo 12B: le piante di questo gruppo sono molto villose specialmente nella parte superiore; la superficie del calice è villosa;

- Gruppo 13A: i peli sono solamente quelli di tipo semplice;

- Mentha x dumetorum Schultes, 1809 (Ibrido tra Mentha aquatica e Mentha longifolia): è un ibrido raro. Distribuzione: Italia Settentrionale e Appennini fino alla Basilicata. Di questa entità si conoscono diversi "notomorfi" (ibridi ben definiti morfologicamente i cui caratteri sono fissati e trasmessi per via vegetativa).

- Gruppo 13B: i peli, a volte poco numerosi e difficili da individuare, sono sia semplici che ramificati e si trovano sulla pagina inferiore delle foglie;

- Gruppo 14A: la lamina delle foglie è largamente ovale (1,2 - 1,8 volte più lunga che larga), arrotondata o più o meno cuoriforme alla base;

- Mentha x maximilianea F.W. Schulz, 1854 (Ibrido tra Mentha aquatica e Mentha suaveolens): è un ibrido raro. Distribuzione: Liguria, Penisola e Sicilia. Di questa entità si conoscono diversi "notomorfi" (ibridi ben definiti morfologicamente i cui caratteri sono fissati e trasmessi per via vegetativa).

- Gruppo 14B: la lamina delle foglie varia da lanceolata a ovale-ellittica (1,8 - 3 volte più lunga che larga), da arrotondata fino a cuneata alla base;

- Gruppo 15A: le foglie sono larghe 2 - 4 cm; il picciolo è lungo 3 - 12 mm;

- Mentha x piperita L., 1753 subhyb. nepetoides Lej. (Ibrido tra Mentha aquatica e Mentha spicata subsp. spicata): è molto simile a Mentha x dumetorum. Di questa entità si conoscono diversi "notomorfi" (ibridi ben definiti morfologicamente i cui caratteri sono fissati e trasmessi per via vegetativa).

- Gruppo 15B: le foglie sono minori; il picciolo è lungo 2 - 4 mm;

- Mentha x pyramidalis Ten. (Ibrido tra Mentha aquatica e Mentha microphylla[1]): è un ibrido raro. Distribuzione: dall'Umbria alla Calabria e Sicilia.

- Gruppo 9B: le foglie sono picciolate con picciolo più breve di 2 mm, oppure sono sessili; le infiorescenze sono delle spighe cilindriche o piramidali con alcuni verticillastri più o meno separati;

- Gruppo di Mentha spicata

- Gruppo 16A: il fusto, le foglie e le brattee sono più o meno glabre; mentre sono glabri del tutto i peduncoli e le basi dei calici;

- Mentha spicata L. - Menta romana: queste piante arrivano ad una altezza massima di 3 - 10 dm; il ciclo biologico è perenne; la forma biologica è emicriptofita scaposa (H scap); il tipo corologico è Eurimediterraneo; l'habitat tipico sono gli incolti, i margini delle strade e dei sentieri, e i prati; sul territorio italiano è una pianta comune e si trova ovunque fino ad un'altitudine di 1200 m s.l.m..

- Gruppo 16B: tutta la pianta è pelosa;

- Gruppo 17A: la pubescenza è formata solamente da peli semplici e diritti; la forma della lamina delle foglie è lanceolata con larghezza massima verso la metà della foglia; le nervature delle foglie è più o meno semplice e poco sporgente; le piante sono fertili;

- Mentha longifolia L. - Menta selvatica: queste piante arrivano ad una altezza massima di 3 - 12 dm; il ciclo biologico è perenne; la forma biologica è emicriptofita scaposa (H scap); il tipo corologico è Paleotemperato; l'habitat tipico sono le aree lungo le strade, i prati, i sentieri e i bordi dei torrenti; sul territorio italiano è una pianta comune (isole escluse) e si trova ovunque fino ad un'altitudine compresa tra 900 e 2000 m s.l.m..

- Gruppo 17B: la pubescenza è formata da peli ramificati crespi insieme a peli semplici diritti; le piante sono fertili o sterili; la larghezza massima della lamina delle foglie si trova vicino alla base della foglia;

- Gruppo 18A: le piante sono sterili, incapaci di produrre semi;

- Mentha x villosa Huds., 1778 (Ibrido triploide tra Mentha suaveolens e Mentha spicata): la forma della lamina delle foglie varia da ovale-arrotondata a lanceolata; la pubescenza è formata da abbondanti peli ramificati. In Italia è un ibrido comune.
- Mentha x villosa-nervata Opiz, 1831 (Ibrido tra Mentha longifolia e Mentha spicata): la forma della lamina delle foglie in genere è stretta; nella pubescenza mancano quasi del tutto i peli ramificati. In Italia è molto rara, forse estinta.

- Gruppo 18B: le piante sono fertili con numerosi semi;

- Gruppo 19A: la pubescenza è formata da abbondanti peli ramificati e crespi; le foglie sono lunghe al massimo il doppio della larghezza;

- Mentha suaveolens Ehrh. - Menta a foglie rotonde: le foglie sono larghe 2 - 4 cm e sono lunghe meno del doppio della larghezza; i verticillastri superiori dell'infiorescenza sono ravvicinati. Queste piante arrivano ad una altezza massima di 3 - 9 dm; il ciclo biologico è perenne; la forma biologica è emicriptofita scaposa (H scap); il tipo corologico è Eurimediterraneo; l'habitat tipico sono gli incolti, i bordi dei campi, dei sentieri, lungo i fossi e luoghi umidi in genere; sul territorio italiano è una pianta comune (un po' meno comune al settentrione) e si trova ovunque fino ad un'altitudine di 600 m s.l.m..
- Mentha spicata subsp. condensata (Briq.) Greuter & Burdet - Menta a foglie piccole: le foglie sono larghe 0,5 - 2 cm e sono lunghe più o meno il doppio della larghezza; i verticillastri superiori dell'infiorescenza sono distanziati. Queste piante arrivano ad una altezza massima di 2 - 6 dm; il ciclo biologico è perenne; la forma biologica è emicriptofita scaposa (H scap); il tipo corologico è Est - Mediterraneo; l'habitat tipico sono gli incolti umidi in genere; sul territorio italiano è una pianta rara e si trova solo al Sud (isole comprese) fino ad un'altitudine di 1800 m s.l.m.. (= Mentha microphylla K.Koch in Pignatti)

- Gruppo 19B: la pubescenza è formata da pochi peli ramificati e crespi; le foglie sono lunghe più del doppio della larghezza;

- Mentha spicata L. - Menta romana: la lamina delle foglie varia da lanceolata a ovale-lanceolata, è grigiastra; le foglie sono lisce o rugose (vedi Gruppo 16A).
- Mentha x rotundifolia (L.) Huds., 1762 (Ibrido diploide tra Mentha suaveolens e Mentha longifolia): le foglie sono molto variabili, la lamina varia da ellittico-lanceolata a ovale-lanceolata e sono più larghe e più rugose. (Mentha x niliaca Jacq., 1777 in Pignatti)

#### Tabella degli ibridi
La tabella seguente evidenzia i principali rapporti di ibridazione delle mente italiane:
| Specie sessuali | M. aquatica       | M. arvensis       | M. longifolia        | M. spicata           | M. suaveolens     |
| --------------- | ----------------- | ----------------- | -------------------- | -------------------- | ----------------- |
| M. aquatica     | M. aquatica       | M. x verticillata | M. x dumetorum       | M. x piperita        | M. x maximilianea |
| M. arvensis     | M. x verticillata | M. arvensis       | M. x dalmatica       | M. x gentilis        | M. x muellerana   |
| M. longifolia   | M. x dumetorum    | M. x dalmatica    | M. longifolia        | M. x villosa-nervata | M. x rotundifolia |
| M. spicata      | M. x piperita     | M. x gentilis     | M. x villosa-nervata | M. spicata           | M. x villosa      |
| M. suaveolens   | M. x maximilianea | M. x muellerana   | M. x rotundifolia    | M. x villosa         | M. suaveolens     |

### Specie Euro-mediterranee
In Europa e nell'areale del Mediterraneo sono presenti le seguenti 10 specie (comprese quelle presenti sul territorio italiano):
- Mentha aquatica L., 1753 - Distribuzione: tutta Europa e tutto l'areale Mediterraneo compresa la Transcaucasia e escluso l'Egitto
- Mentha arvensis  L., 1753 - Distribuzione: tutta Europa compresa la Transcaucasia e l'Anatolia
- Mentha cervina  L., 1753 - Distribuzione: Francia, Penisola Iberica e Magreb
- Mentha gattefossei  Maire, 1922 - Distribuzione: Marocco
- Mentha longifolia  (L.) L., 1756 - Distribuzione: tutta Europa (più rara al Nord) e tutto l'areale Mediterraneo compresa la Transcaucasia
- Mentha micrantha  (Fisch. ex Benth.) Heinr. Braun, 1890 - Distribuzione: Russia (meridionale) e Transcaucasia
- Mentha pulegium  L., 1753 - Distribuzione: tutta Europa (esclusa la Russia e la Scandinavia) e tutto l'areale Mediterraneo compresa la Transcaucasia
- Mentha requienii  Benth., 1833 - Distribuzione: Italia e Corsica
- Mentha spicata  L., 1753 - Distribuzione: tutta Europa (più rara al Nord e a Occidente), Transcaucasia, Anatolia, Asia mediterranea e Egitto
- Mentha suaveolens  Ehrh., 1792 - Distribuzione: Europa occidentale (e in parte centrale), Grecia, Anatolia e Magreb

### Elenco delle specie
Elenco completo delle specie di Mentha compresi gli ibridi riconosciuti:
- Mentha alaica Boriss., 1954
- Mentha alopecuroides Hull, 1799
- Mentha aquatica L., 1753
- Mentha arvensis L., 1753
- Mentha atrolilacina B.J.Conn & D.J.Duval, 2010
- Mentha australis R.Br., 1810
- Mentha canadensis L., 1753
- Mentha cardiaca J. Gerard ex Baker, 1865
- Mentha × carinthiaca Host, 1831
- Mentha cervina L., 1753
- Mentha cunninghamii (Benth.) Benth., 1848
- Mentha dahurica Fisch. ex Benth., 1833
- Mentha × dalmatica Tausch, 1828
- Mentha darvasica Boriss., 1954
- Mentha diemenica Spreng., 1825
- Mentha × dumetorum Schult., 1809
- Mentha gattefossei Maire, 1922
- Mentha × gayeri Trautm., 1933
- Mentha × gentilis L., 1753
- Mentha grandiflora Benth., 1848
- Mentha japonica (Miq.) Makino, 1906
- Mentha × kuemmerlei Trautm., 1933
- Mentha laxiflora Benth., 1848
- Mentha × locyana Borbás, 1900
- Mentha longifolia (L.) L., 1756
- Mentha × maximilianea F.W.Schultz, 1854
- Mentha micrantha (Fisch. ex Benth.) Heinr.Braun, 1890
- Mentha nemorosa Willd., 1800
- Mentha pamiroalaica Boriss., 1954
- Mentha piperita L., 1753
- Mentha pulegium L., 1753
- Mentha × pyramidalis Ten., 1811
- Mentha requienii Benth., 1833
- Mentha × rotundifolia (L.) Huds., 1762
- Mentha royleana Wall. ex Benth., 1830
- Mentha saturejoides R.Br., 1810
- Mentha × smithiana R.A.Graham, 1949
- Mentha spicata L., 1753
- Mentha suaveolens Ehrh., 1792
- Mentha × verticillata L., 1759
- Mentha × villosa Huds., 1778
- Mentha × villosa-nervata Opiz, 1831

### Sinonimi
L'entità di questa voce ha avuto nel tempo diverse nomenclature. L'elenco seguente indica alcuni tra i sinonimi più frequenti:
- Audibertia Benth.
- Menthella  Pérard
- Minthe  St.-Lag.
- Preslia  Opiz
- Pulegium  Mill.

## Coltivazione
Di facile coltivazione, predilige una zona poco ombrosa e umida.
La moltiplicazione avviene per talea, oppure per divisione dei cespi, a fine settembre. Alla base della pianta si formano degli "stoloni" da cui hanno origine nuovi germogli che verranno usati per rinnovare le colture. Se coltivata in zone di scarsa umidità, la pianta guadagnerà in ricchezza di essenza ma perderà in sviluppo.
La pianta della menta è facilmente attaccata da funghi parassiti (Puccinia menthae); i suoi steli e le foglie si riempiono di rigonfiamenti e puntini rossastri che poi si evolvono in macchioline nerastre, le piante infette vanno eliminate e bruciate. Viene, inoltre, attaccata dalle lumache che ne sono ghiotte.
La raccolta della menta viene fatta quando la pianta è completamente fiorita e portata nelle apposite distillerie, mentre per uso domestico viene essiccata in luogo fresco e arieggiato.

### Specie coltivate
- Mentha aquatica cresce in Italia allo stato spontaneo in zone umide, mentre in Germania viene coltivata per produrre un'essenza commercializzata col nome di "Menta germanica"; i fiori sono globosi e sbocciano da giugno a settembre.
- Mentha arvensis - ha foglie che possono raggiungere anche 4 cm di larghezza, cresce spontanea in Toscana e Abruzzo e viene invece coltivata in Cina e Giappone.
- Mentha x gentilis - ha foglie e stelo molto pelosi e fiori color porpora.
- Mentha x piperita - originaria dell'Inghilterra, è un ibrido tra la mentha aquatica e la mentha viridis ed è tra le più conosciute della sua specie. Ha foglie color verde intenso, con sfumature porpora lungo il fusto, e per questo si distingue in menta bianca o menta nera; ha i fiori a spiga campanulati e può raggiungere fino a un metro e mezzo di altezza. Molto diffusa in Italia settentrionale, molto famosa la Menta di Pancalieri (Torino), da essa si estrae un olio molto usato nelle industrie dolciarie ed in farmacia. Una varietà chiamata "Mentha bergamotto" (sinonimo Mentha x citrata[38]) è una pianta che raggiunge i 30 cm di altezza con foglie molto scure ed un profumo rinfrescante, ha fiori color porpora e foglie color bronzo; cresce in Europa.
- Mentha pulegium detta anche "menta romana" nel Lazio, da non confondersi con la nepetella - non più alta di 40 cm ha foglie ovali, piccole e vellutate, i suoi fiori che corrono lungo tutto lo stelo sono di colore bianco o giallo ed è diffusa in tutta Italia in due qualità: "erecta" che cresce lungo le strade o nei fossi e "tomentosa" che cresce in ambienti aridi.
- Mentha requienii - dalla pianta piccolissima (tra i 3 e 12 cm), molto nota in Corsica e in Sardegna, ha le foglie piccole e tonde e fiori color malva.
- Mentha x rotundifolia - o glaciale da non confondere con il mentastro con il quale ha in comune le foglie di forma simile ma senza peluria. Tutta la pianta emana un intenso e marcato profumo di menta ideale per infusi, nella preparazione del tè e bevande in generale, tuttavia proprio per il suo intenso profumo è molto meno utilizzata nel settore dolciario della varietà piperita. Si abbina tuttavia gradevolmente in alcuni piatti di carne. Cresce in cespugli con fusti eretti fino a 80 cm di altezza e ha foglie rotondeggianti senza peluria color verde intenso, i suoi fiori sono piccoli e di color bianco o rosato, riuniti in spiga all'apice dello stelo. Pianta diffusa maggiormente nei paesi del mediterraneo e in generale nel sud Europa. Predilige terreni umidi e tollera l'ombra tuttavia solo un ambiente soleggiato garantisce un elevato profumo.
- Mentha longifolia - ha foglie ovali, un'altezza tra i 40 e gli 80 cm, i fiori sono a spiga di color bianco o rosa, spontanea in tutta Italia.
- Mentha spicata - o mentastro cresce in cespugli e ha foglie piccole e rotondeggianti con peluria biancastra, i suoi fiori sono piccoli e di color bianco o porpora, pianta spontanea che cresce in Europa. Tutta la pianta emana un forte odore non molto piacevole. Una varietà chiamata menta romana (sinonimo Mentha viridis[39]) ha steli rossastri, foglie lunghe e fiori rosati; molto comune e tra le più coltivate in Inghilterra. È una varietà della "longifolia" ha foglie ovali allungate, dentate, i fiori sono a spiga molto allungata e di color porpora, coltivata in America settentrionale ed in tutta Italia, cresce quasi esclusivamente in luoghi umidi.
- Mentha cervina, sinonimo di Preslia cervina - Varietà diffusa in Africa settentrionale e nel sud-ovest europeo, simile per portamento alla Mentha gattefossei

## Uso alimentare

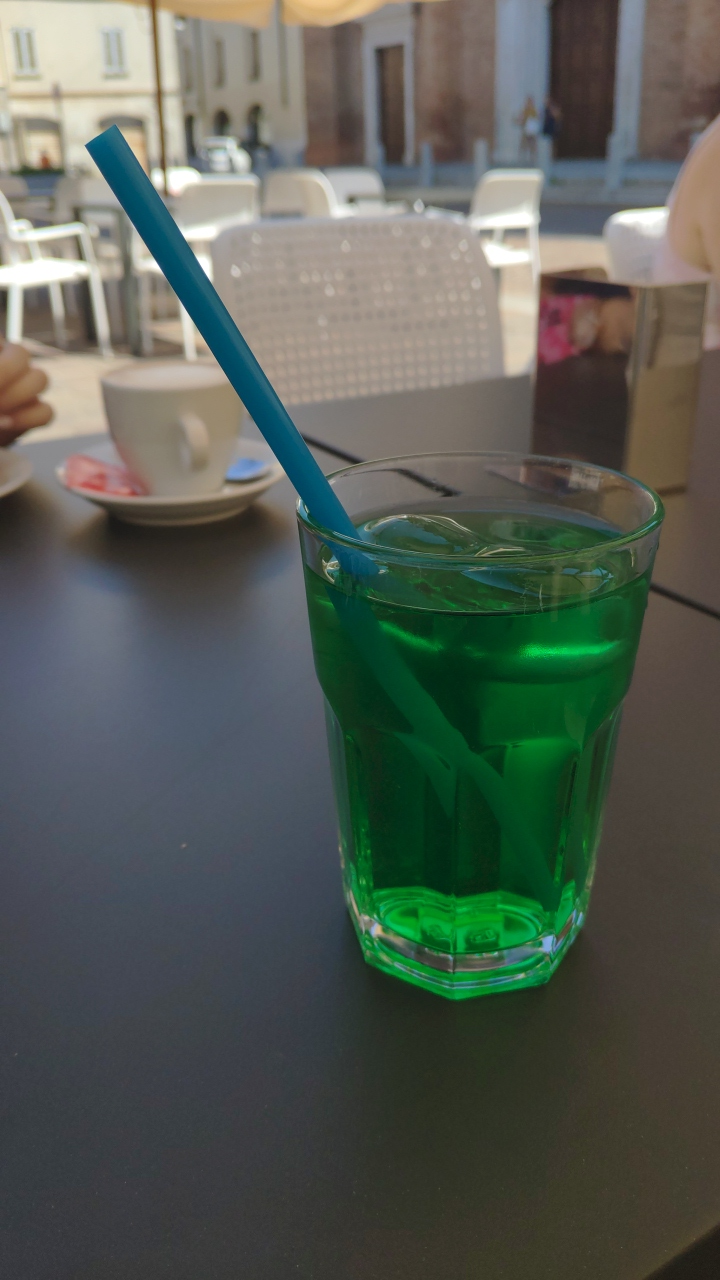
Un bicchiere di acqua e menta

Ogni specie o ibrido ha differenti usi alimentari. Mentre la menta piperita, di gusto rinfrescante trova applicazione in caramelle e gomme da masticare, la Mentha pulegium, ad esempio viene indicata nelle preparazioni a base di carne.
- Primi piatti, specialmente a base di riso e nelle paste fredde.
- Nella carne in special modo l'agnello e nei triti di carne da utilizzare nei ripieni, tipicamente di uso balcanico e medio orientale.
- Nel pesce, chiamato Mint Julep Bistrò, tipica di New Orleans.
- Nelle preparazioni a base di sangue e mente, come nello Zurrette e sa vrente.
- In salse, gelati e ghiaccioli,
- Per preparare liquori, sciroppi, caramelle, sola o in combinazione con gusti coerenti come menta-liquirizia, menta-anice, menta-orzata.
- In alcolici come mojito, tajada, Centerbe, Branca Menta, altri liquori amari e grappe
- Mint Julep acqua zuccherata, menta e Bourbon o vodka
- latte e menta
- Dolci
- Decorazioni di piatti
- la menta è una pianta mellifera e si può ricavare del miele monoflorare, in alcune aree.

## Proprietà e usi
- La "menta", molto conosciuta già dal tempo degli Egizi e dei Romani, veniva usata da Galeno come pianta medicinale.
- Presenta controindicazioni come il reflusso gastroesofageo e l'ulcera gastrica e l'uso dell'olio essenziale si deve evitare nei soggetti con gravi epatopatie, insufficienza renale e favismo.[40].
- In cucina si usa nelle zuppe, nelle salse, nella carne, in special modo per cucinare l'agnello, per preparare liquori, sciroppi, caramelle. Le caramelle alla menta sono largamente usate per il loro gusto e per la loro capacità di rinfrescare l'alito e lenire il mal di gola.
- Molto usata per aromatizzare alcune varietà di tè verde: tipico il tè verde maghrebino.
- Dalla menta si estrae il mentolo, che è un ingrediente di molti profumi, cosmetici, medicinali e viene usato persino per aromatizzare le sigarette.
- Va notato che queste proprietà sono limitate ad alcune specie di Mentha. Altre specie, p.es. la Mentha pulegium, contengono sostanze velenose.
- gli studi scientifici forniscono evidenza di un effetto antiossidante, antimicrobico, larvicida, antinfiammatorio, antivirale, e biopesticida, a causa degli effetti aromatici dei flavonoidi, lignani fenolici, stilbeni, oli essenziali presenti nella menta[41], nonché di sostanze fitochimiche bioattive come terpenoidi, alcoli e acido rosmarinico.[42] Il potenziale antimicrobico, antidiabetico, citotossico e antiossidante trova impiego per ridurre i rischi di malnutrizione nei malati cardiovascolari e come medicina erboristica nel controllo e nella cura delle malattie cardiovascolari.[43]

## Galleria d'immagini

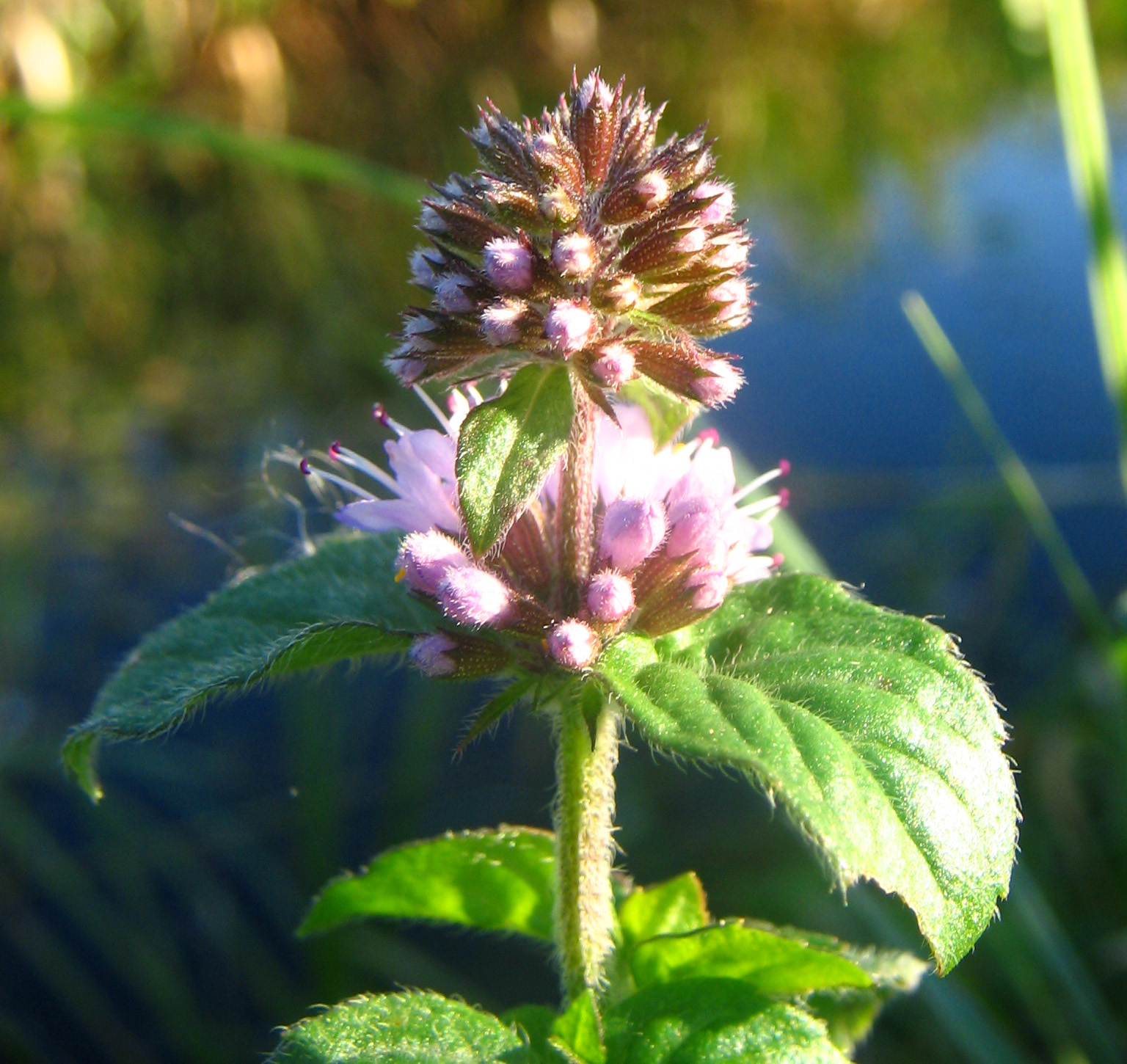
Infiorescenza di M. aquatica
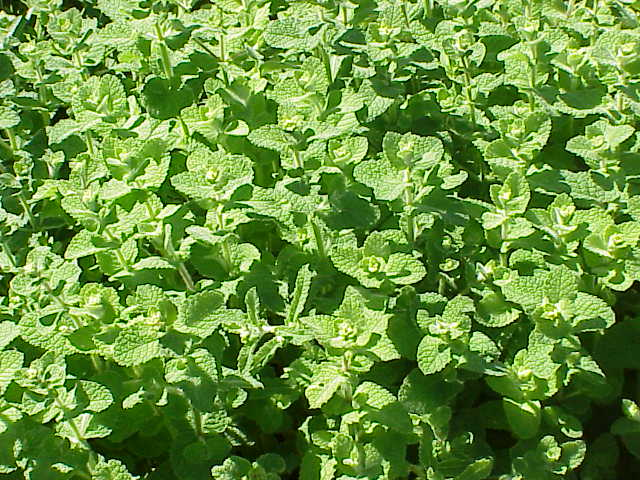
M. rotundifolia
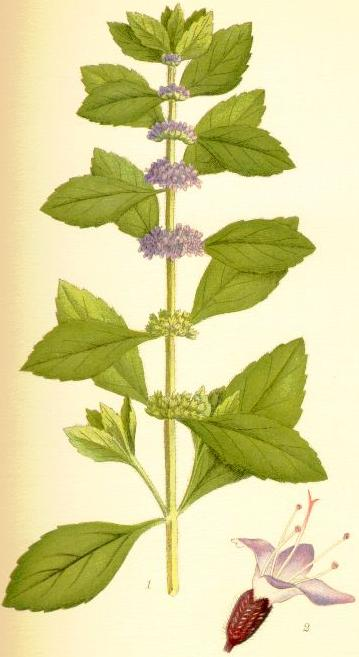
Tavola botanica di M. arvensis
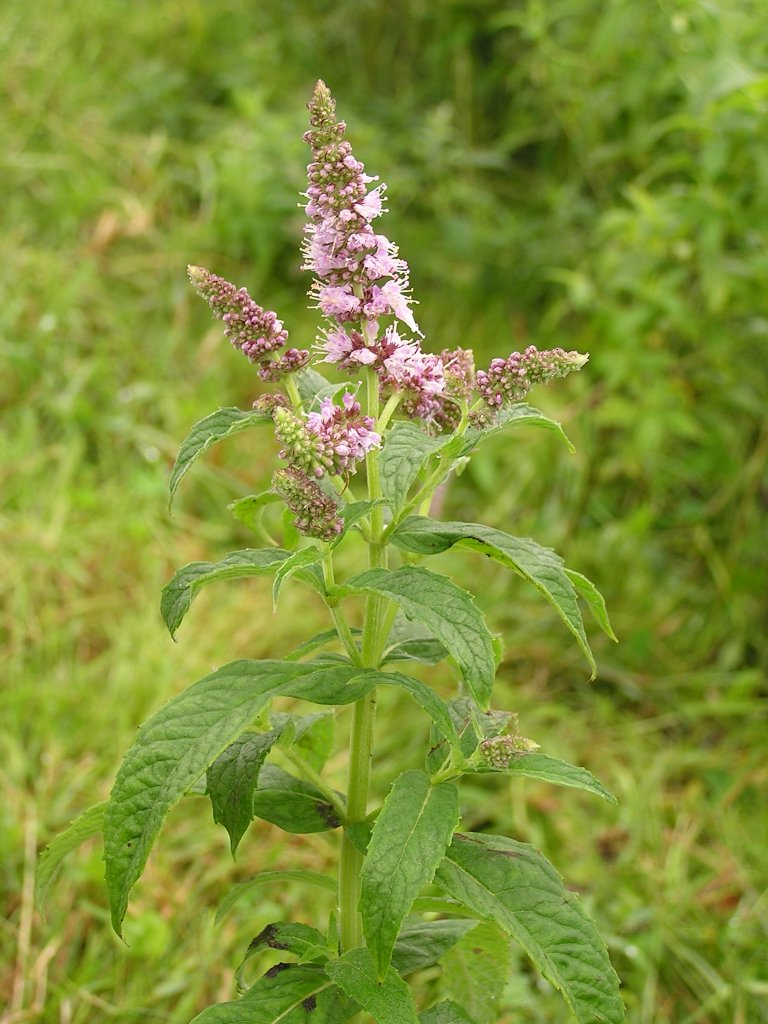
M. longifolia
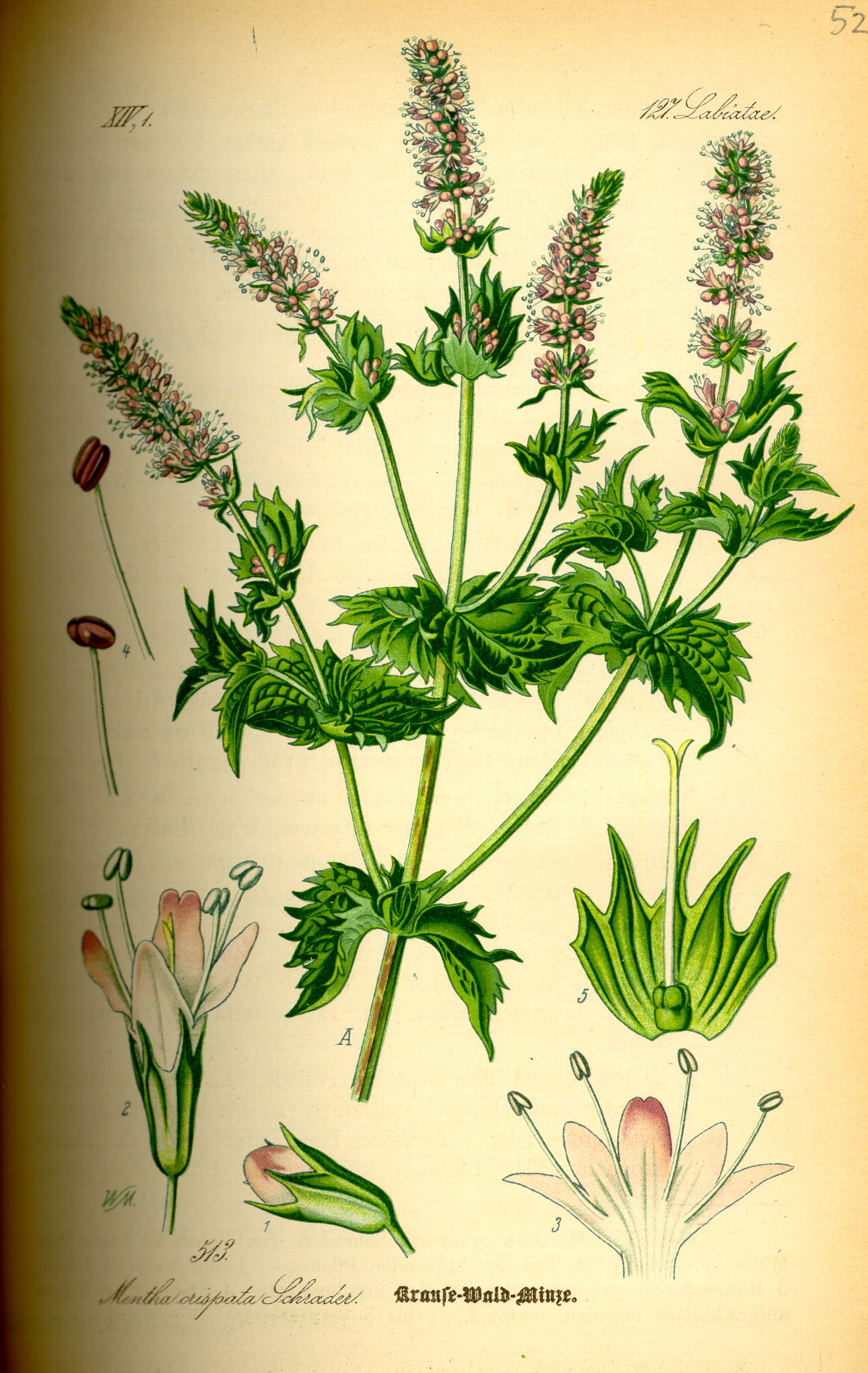
Tavola botanica di M. spicata (Menta romana)
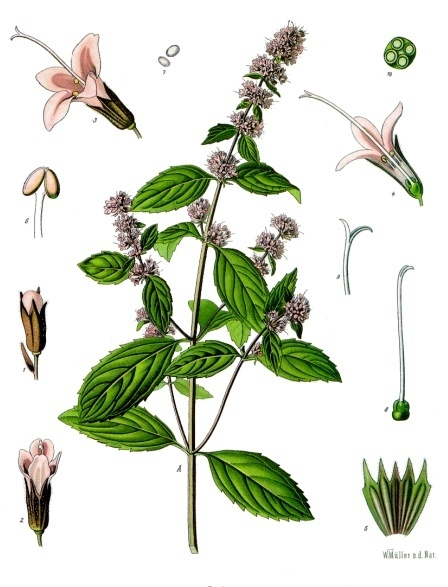
Tavola botanica di M. X piperita
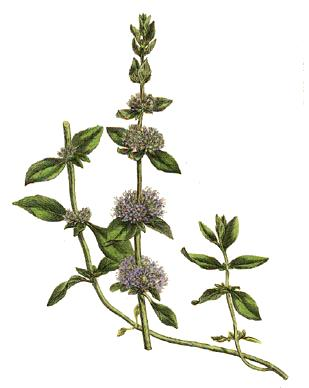
M. Pulegium (la Mentuccia per i romani)